# گاردن پارتی
گاردن پارتی (به انگلیسی: Garden party) گردهم‌آیی، مهمانی یا جشن برنامه‌ریزی‌شده و هدف‌مند در محیطی سرباز در بوستان یا باغ را می‌گویند. مراسم گاردن پارتی اغلب جهت یادکرد موضوعی ملی، سیاسی، زادروز، پیروزی ورزشی یا امور خیریه و امثالهم برگزار می‌شود و شرکت‌کنندگان عموماً با دعوت یا فراخوان در مراسم شرکت می‌کنند. چنین مراسمی در اکثر موارد با موسیقی همراهی می‌شود.